# Dragon Ball Super Kame Hame Ha
Dragon Ball Super Kame Hame Ha è il sesto singolo di Giorgio Vanni, pubblicato il 23 dicembre 2016.

## La canzone
Scritto da Alessandra Valeri Manera su musica di Max Longhi e Giorgio Vanni e ispirato alla serie televisiva anime Dragon Ball Super, il singolo è uscito nello stesso giorno della messa in onda italiana della serie.

## Tracce
Download digitale
Testi di Alessandra Valeri Manera, musiche di Giorgio Vanni e Max Longhi.
1. Giorgio Vanni – Dragon Ball Super Kame Hame Ha – 3:25

## Video musicale
Il video musicale, pubblicato sul canale YouTube del cantante, usa le scene provenienti dalla opening originale di Dragon Ball Super, con il testo che accompagna per quasi per tutta la durata del brano, ma sono presenti anche scene provenienti dalle puntate e dai videogiochi. Toei Animation ha successivamente bloccato il video per violazione di copyright.

## Musicisti
- Giorgio Vanni – voce, chitarra, cori
- Max Longhi – tastiera, programmazione, cori

## Riedizione del 2019
Il 25 febbraio 2019, RadioAnimati annuncia un'edizione speciale del singolo su 45 giri in edizione limitata a 350 copie. Il disco oltre al brano originale contiene un remix realizzato da Daniele Cuccione. Motivo della ripubblicazione del brano è quella di raccogliere fondi per RadioAnimati, con la quale l'artista si è ritrovato spesso a collaborare, a fare interviste e confrontarsi.

### Il disco
La copertina del 45 giri vede disegnati l'artista che stringe la mano a quella di Son Goku

### Tracce
- LP: RA45 001

Lato A
Testi di Alessandra Valeri Manera, musiche di Giorgio Vanni e Max Longhi.
1. Giorgio Vanni – Dragon Ball Super Kame Hame Ha – 3:25

Lato B
Testi di Alessandra Valeri Manera, musiche di Giorgio Vanni e Max Longhi.
1. Giorgio Vanni – Dragon Ball Super Kame Hame Ha (Daniel Tek Remix) – 3:31

### Produzione
Mattia Francesco Laviosa – Grafica della copertina

### Evento speciale per la presentazione
Il disco è stato reso disponibile durante un evento speciale tenutosi a Milano, dedicato alla canzone e alla presentazione del 45 giri e alle altre tre sigle della serie Dragon Ball, Dragon Ball, What's my Destiny Dragon Ball e Dragon Ball GT. Durante l'evento l'artista si è raccontato in una lunga intervista e ha eseguito tutte e quattro le canzoni dal vivo in versione acustica.
Durante l'intervista, in merito alla canzone, ha raccontato di come questa fosse stata inizialmente commissionata da RTI per gli episodi di Dragon Ball Super e, successivamente a causa di esigenze legate agli accordi con la Toei Animation, non venne mandata in tv, lasciando la sigla originale.
RadioAnimati ha inoltre consegnato uno speciale disco di platino all'artista, per aver superato le oltre 4 milioni di visualizzazioni su Youtube con la canzone. 